# Atletica leggera ai Giochi della X Olimpiade - 3460 metri siepi
La competizione dei 3000 metri siepi di atletica leggera ai Giochi della X Olimpiade si tenne nei giorni 1º e 6 agosto 1932 al Memorial Coliseum di Los Angeles.
Durante la finale per una svista dell'addetto al contagiri viene fatto percorrere ai concorrenti un giro in più. Alla fine della gara i giudici propongono agli atleti la ripetizione della prova, ma siccome quasi tutti gli atleti sono impegnati anche su altre distanze, si decide di convalidare il risultato.

## Risultati
| 2 Batterie | 1º agosto | 7 + 8          | Si qualificano i primi 5. |
| Finale     | 6 agosto  | 10 concorrenti |                           |

### Batterie
| Pos. | Concorrente      | Nazione       | Tempo  |
| ---- | ---------------- | ------------- | ------ |
| 1    | Tom Evenson      | Gran Bretagna | 9'18"8 |
| 2    | Walter Pritchard | Stati Uniti   | 9'19"2 |
| 3    | Verner Toivonen  | Finlandia     | 9'41"0 |
| 4    | Giuseppe Lippi   | Italia        | 9'42"0 |
| 5    | Nello Bartolini  | Italia        | 9'49"0 |
| 6    | Roger Vigneron   | Francia       | 9'57"0 |
| -    | Luis Oliva       | Argentina     | ND     |

| Pos. | Concorrente       | Nazione       | Tempo   |
| ---- | ----------------- | ------------- | ------- |
| 1    | Volmari Iso-Hollo | Finlandia     | 9'14"6  |
| 2    | Joe McCluskey     | Stati Uniti   | 9'14"8  |
| 3    | Glen Dawson       | Stati Uniti   | 9'15"0  |
| 4    | George Bailey     | Gran Bretagna | 9'16"0  |
| 5    | Martti Matilainen | Finlandia     | 9'43"0  |
| 6    | Alfredo Furia     | Italia        | 10'11"0 |
| -    | Harold Gallop     | Canada        | Rit.    |
| -    | Sonny Murphy      | Irlanda       | Rit.    |

### Finale
| Pos.    | Concorrente       | Età | Nazione       | Tempo   |
| ------- | ----------------- | --- | ------------- | ------- |
| Oro     | Volmari Iso-Hollo | 25  | Finlandia     | 10'33"4 |
| Argento | Tom Evenson       | 22  | Gran Bretagna | 10'46"0 |
| Bronzo  | Joe McCluskey     | 21  | Stati Uniti   | 10'46"2 |
| 4       | Martti Matilainen | 24  | Finlandia     | 10'52"4 |
| 5       | George Bailey     | 26  | Gran Bretagna | 10'53"2 |
| 6       | Glen Dawson       | 25  | Stati Uniti   | 10'58"0 |
| 7       | Giuseppe Lippi    | 28  | Italia        | 11'04"0 |
| 8       | Walter Pritchard  | 22  | Stati Uniti   | 11'04"5 |
| 9       | Verner Toivonen   | 24  | Finlandia     | 11'10"2 |
| 10      | Nello Bartolini   | 28  | Italia        | 11'29"0 |